# Avise

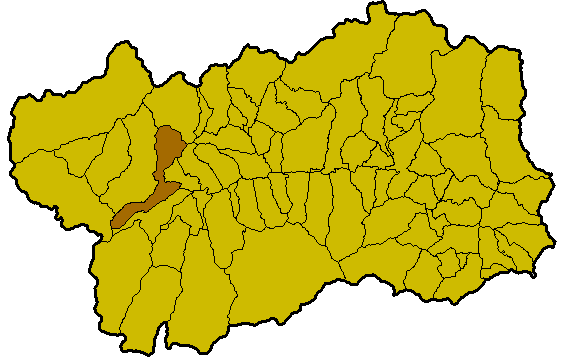
Ubicación del municipio de Avise en el Valle de Aosta.

Avise es una localidad italiana de la provincia de Aosta, región de Valle de Aosta, con 315 habitantes.

## Evolución demográfica
| Gráfica de evolución demográfica de Avise entre 1861 y 2001 |
|                                                             |
| Fuente ISTAT - elaboración gráfica de Wikipedia             |